# Ramal ferroviario Pereyra-Ensenada
El Ramal Pereyra - Ensenada pertenecía al Ferrocarril General Roca, Argentina.

## Historia
El ramal pertenecía al Ferrocarril Buenos Aires al Puerto de la Ensenada.El 18 de abril de 1872 el ferrocarril llegó hasta Quilmes, inaugurándose la traza completa de 61 km hasta Ensenada el 31 de diciembre de 1872.

### Levantamiento
La idea central alrededor del FCBAPE era vincular la capital con Ensenada, un lugar adecuado para un puerto moderno del que Buenos Aires carecía. Pero en 1880 se federaliza la ciudad de Buenos Aires (que hasta entonces era al mismo tiempo sede del gobierno nacional y del de la provincia) y en 1882 se funda la ciudad de La Plata como nueva capital provincial. El gobierno provincial decide que la ciudad debe estar conectada por ferrocarril al resto del país, pero que el enlace debía hacerlo el Ferrocarril Oeste (FCO), cuyas acciones pertenecían enteramente a la provincia.
Así, el FCO construyó un ramal que empalmando con el BAPE en Ensenada, llegaba a La Plata pasando por Tolosa. En 1884 el FCO construyó un ramal desde Tolosa a la estación Pereyra del BAPE, con lo cual el tramo de este entre Pereyra y Ensenada dejó de utilizarse para acceder a La Plata. Entre 1883 y 1890 se construyó el puerto de La Plata, en Ensenada pero sobre el río Santiago, a cierta distancia del muelle del BAPE, con lo que este perdió parte de su importancia. El 1 de noviembre de 1889 se prolongó la vía desde la primitiva estación Ensenada hasta una nueva, más cercana a La Plata y su puerto.